# Czeberaki (gromada)
Czeberaki – dawna gromada, czyli najmniejsza jednostka podziału terytorialnego Polskiej Rzeczypospolitej Ludowej w latach 1954–1972.
Gromady, z gromadzkimi radami narodowymi (GRN) jako organami władzy najniższego stopnia na wsi, funkcjonowały od reformy reorganizującej administrację wiejską przeprowadzonej jesienią 1954 do momentu ich zniesienia z dniem 1 stycznia 1973, tym samym wypierając organizację gminną w latach 1954–1972.
Gromadę Czeberaki z siedzibą GRN w Czeberakach utworzono – jako jedną z 8759 gromad – w powiecie siedleckim w woj. warszawskim, na mocy uchwały nr VI/10/18/54 WRN w Warszawie z dnia 5 października 1954. W skład jednostki weszły obszary dotychczasowych gromad Czeberaki i Falatycze ze zniesionej gminy Górki oraz obszary dotychczasowych gromad Popławy i Wyrzyki ze zniesionej gminy Kornica w tymże powiecie. Dla gromady ustalono 14 członków gromadzkiej rady narodowej.
1 stycznia 1956 gromada weszła w skład nowo utworzonego powiatu łosickiego w tymże województwie.
31 grudnia 1959 z gromady Czeberaki wyłączono (a) wsie Popławy i Różowa, włączając je do gromady Chotycze oraz (b) wieś Wyrzyki włączając je do gromady Kornica Nowa w tymże powiecie, po czym gromadę Czeberaki zniesiono a jej (pozostały) obszar włączono do gromady Górki tamże.